# Paravaejovis flavus
Espèce
Synonymes
- Vaejovis flavus Banks, 1900

Paravaejovis flavus est une espèce de scorpions de la famille des Vaejovidae.

## Distribution
Cette espèce est endémique du Nouveau-Mexique aux États-Unis. Elle se rencontre vers Albuquerque.

## Systématique et taxinomie
Cette espèce a été décrite sous le protonyme Vaejovis flavus par Banks en 1900. Elle est placée dans le genre Paravaejovis par González Santillán et Prendini en 2013.
L'identité de cette espèce est incertaine.

## Publication originale
- Banks, 1900 : « Synopses of North American invertebrates. IX. The scorpions, solpugids and pedipalpi. » American Naturalist, vol. 34, p. 421-427 (texte intégral).